# ツール!
『ツール!』は、大谷アキラによる日本の漫画作品。『週刊少年サンデー』（小学館）にて2009年49号から2010年46号まで連載。その後『クラブサンデー』に移籍し、2010年11月から2011年11月まで連載された。話数カウントは「Stage ○」

## 概要
自転車ロードレースの最高峰「ツール・ド・フランス」で優勝し、世界一のロードレーサーになることを目指す少年の物語。

## あらすじ
自転車選手の父を持つヒイロは、風を読むことに非凡な才能を持つ。その才能を見た父・勝は、ヒイロを連れてヨーロッパへ渡ることを約束をする。しかしその夢が現実になろうとした矢先、勝は突然の事故により命を落としてしまう。
そして7年後、ヒイロは父の遺志を継ぎ、単身フランスに渡る。世界最高峰のレース、ツール・ド・フランスの頂点を目指して。

## 登場人物

### VCナント
日出島 ヒイロ（ひでしま ひいろ）
主人公。年齢は17歳。7年前に事故死した父の遺志を継ぎ、ツール・ド・フランスに日本人でも優勝できることを証明するために奮闘する。独学でフランス語を習得し単身でフランスに行くなど行動力はあるが、性格は大雑把でかなり楽天的。自転車のことになると周りの危険も見えなくなる。「風が読める」という特殊な才能を持つ。父親の事故の影響で下り坂に恐怖心を持っている。
ロナン・レビィー
フランスの名門VCナントに所属するジュニア選手。年齢は17歳。ジャニーの兄。
突然レースに乱入してきたヒイロに腹を立て、落車させようとするなど気性が荒い。ヒイロを素人扱いしてタイムトライアルで勝負するが負けてしまう。
裕福な生活を得る事を目標にロードレースを始めたが、苦労させられた父親の影響でジャニーとはすれ違うようになっていた。ヒイロの尽力により周回賞を獲得しジャニーと和解するが、レース中の負傷により休養中。
マックス
プロに何人も輩出している自転車チームのオーナーで身長が低いことを気にしている模様。選手からは軍曹と言われ慕われている。ヒイロを落車させようとしたロナンにげんこつをくらわせるなど卑怯なことが嫌い。
ローラン・フィゾー
VCナントのエースで、フランスのジュニオールチャンピオン。一目で相手の身体の詳細な情報を見抜き、的確に特性や課題点を指摘する観察眼を持つ。
実際のレースを練習と称し、不利な状況からシニア相手にプラン通りのレース運びで勝利する実力を持つ。ヒイロの事を「風の妖精(シルフェ)くん」と呼んでいる。
フィリップ
VCナントの選手。アフロヘアーが特徴の日本オタクで、ヒイロやヒナの初対面時には写真を取りまくっていた。平地でのタイムトライアルを得意としている。
カロン
VCナントの選手。メガネをかけた黒人のスプリンター。一卵性双生児でマランの兄。普段はオネエ言葉で話している。
マラン
VCナントの選手。メガネや髪型から口調まで兄のカロンと同じだが肌の色は白い。
ニコラ
VCナントの選手。カエルみたいな顔で「ピョン吉」と呼ばれている。ピレネー山脈出身で山岳での走りを得意としている。怪我の影響でレースは休養中。

### 他チームのレーサー
ゼウス・L・ストロング
現在もなお世界の自転車ロードレース界の頂点に君臨する、トップレーサー。
カミーユ・ビゼー
ワスケアルCCのエース。1年前に落車による怪我で休養していたがジュニオールの大会で本格復帰を果たす。非常に好戦的な性格で、下りはジュニオールでトップと言われている。
シリル・ビゼー
ワスケアルCCの選手。カミーユの弟でクライマー。平地ではやる気が出ないらしくタイムトライアルでは最下位だったが、上りではその実力を発揮する。
シャルル・カレ
チーム・エヴリーの選手。ヒイロに親しげに話しかけてくるが、落車事故を仕掛けたり薬物接種など裏では卑怯な手を仕組んでいる。
マクシム・ミズロフ
UCプラベネックの選手。カザフスタンのジュニオールチャンピオン。
ジル・オベール
VSジョレの選手。タイムトライアルのジュニオールチャンピオン。

### VCナントの関係者
ジャニー・レビィー
フランス編に出てくるヒロイン。年齢は16歳。容姿端麗で巨乳。ロナンの妹。パリで入院している母親のお見舞いの帰り道に、迷っているヒイロをだまして食費や宿泊費を出させる等、底意地の悪い一面も持つ。生活費のためや母の入院費のためにバイト三昧で苦労している。ロードレース選手だった父親のせいで散々苦労させられた影響でロードレースを嫌い兄のロナンともすれ違っていたが、ヒイロの尽力により和解した。
ヒイロが気になっておりヒイロと親しげに接しているヒナをライバル視している。メイド喫茶でバイトしている。
オリヴィエ
ヒイロの祖父。頑固な性格で当初ヒイロには冷たい態度をとるが、ヒイロがデビュー戦で優勝した事をきっかけに応援するようになる。若い頃はマックスと共にロードレーサーとして活躍していた。
ミユキ
ヒイロの祖母。ヒイロが訪ねてきたときに冷たい態度をとるオリヴィエを一喝した。車の運転が下手。

### その他
益若 競（ますわか きそう）
7年前までヒイロの親友だったが、7年前の事故の際に気まずい状態になり、事故を機に引っ越した以降はヒイロとは音信不通状態。インターハイ2連覇で高校自転車競技界で期待されている有望選手。ヒイロより早くから競技用自転車に乗っていた。
日出島 勝（ひでしま かつ）
ヒイロの父親で、全日本チャンピオンの実績を持つプロの自転車選手。フランスで一度挫折しておりゼウスに対抗心を燃やしていたが、レースで彼の所属するチームに惨敗する。このとき他の欧州のチームの目に止まり海外行きが決まっていたのだが、打倒ゼウスを焦る余り無茶な練習を繰り返し、7年前に親友の優を庇いトラックと事故を起こして荷台に積まれていた材木の下敷きとなり死亡した。
日出島（ひでじま）
ヒイロの祖父で漁師。本名は不明。ヒイロの父親が事故死してからヒイロを一人で育てる。勝のことを最後まで理解してあげられなかったことを後悔している。
益若 優（ますわか ゆう）
競の父親で、勝と同じチームに所属していた。勝とは親友でありレースの相棒でもあったが、7年前に凍結した一般道での練習を強行した勝に付き合っていた際にスリップ、膝を負傷して選手生命を断たれた。その直後に動けない彼を庇いトラックの材木の下敷きになって勝が死んだことに負い目を感じている。今は自転車のコーチをしている模様。
益若 輪（ますわか りん）
競の妹。
松本ヒナ
日本のスポーツ雑誌「MEMBER」の編集者。23歳だが未成年者に間違われる程の小柄な女性。編集部の手違いでジュニオールの会場に来てしまい、VCナントを取材している。オリヴィエ曰く死んだ娘(ヒイロの母)と瓜二つらしく、チームカーの助手席に乗せてもらっている。

## 備考
- 単行本初版の帯には第1巻では今中大介選手、第2巻ではJ SPORTS等で実況を務めるSaschaによる応援コメントが寄せられている。
- 単行本第2巻と第5巻ではオマケとしてロードレースに関する用語集が掲載された。
- クラブサンデー移籍後は、毎回ジャニーやヒナの一日を描いたカラーイラストが掲載されていた。